# Vigliano Biellese
Vigliano Biellese (piemontiul: Vijan) település Olaszországban, Piemont régióban, Biella megyében. Lakosainak száma 7566 fő (2023. január 1.). Vigliano Biellese Candelo, Quaregna Cerreto, Ronco Biellese, Valdengo, Biella és Cossato községekkel határos.

## Népesség
A település lakossága az elmúlt években az alábbi módon változott:
| Lakosok száma | 7819 | 7738 | 7566 |
|               | 2017 | 2018 | 2023 |